# Impach
Impach az Amerikai Egyesült Államok északnyugati részén, Washington állam Ferry megyéjében elhelyezkedő önkormányzat nélküli település.
Impach postahivatala 1922 és 1954 között működött. A település neve szalisül „fehér tavat” jelent (valószínűleg a közeli Camille tóra utalva).
Impach volt egykor az indiánok tradicionális báljainak helyszíne. 1896-ban Ferry megyében aranyat találtak, így számos bányát nyitottak; Impach-ben még az 1950-es években is foglalkoztak arany-, ezüst- és ólomkitermeléssel.

## Fordítás
Ez a szócikk részben vagy egészben  az   Impach, Washington című angol Wikipédia-szócikk ezen változatának fordításán alapul.  Az eredeti cikk szerkesztőit annak laptörténete sorolja fel. Ez a jelzés csupán a megfogalmazás eredetét és a szerzői jogokat jelzi, nem szolgál a cikkben szereplő információk forrásmegjelöléseként.